# أيان قريشي
أيان قريشي (ولد في 24 فبراير 2009) هو أصغر خبير حاسوب في العالم معتمد من الفئة الفنية لدى مايكروسوفت ، وذلك منذ سبتمبر 2014.

## أصغر خبير
اعتمد كأصغر خبير حاسوب في العالم بعد اجتيازه بنجاح إجراءات الفحص القياسية للحصول على شهادة من مركز جامعة برمنجهام يوم 27 سبتمبر 2014، وهو في سن ال 5 سنوات و 7 أشهر.

## الحياة الشخصية
ولد قريشي في لاهور  وانتقلت عائلته إلى إنجلترا من باكستان في 24 فبراير 2009. وذكر أنه يمتلك مختبر حاسوب خاص في منزله في كوفنتري، وتحتوي على شبكة الكمبيوتر التي بناها، ويقضي ما يقرب من ساعتين يومياً في تعلم تشغيل أنظمة مايكروسوفت